# Gran Tarajal
Gran Tarajal is een plaats in de gemeente Tuineje op het Spaanse eiland Fuerteventura. De plaats telt 7323 inwoners (2011).

## Galerij

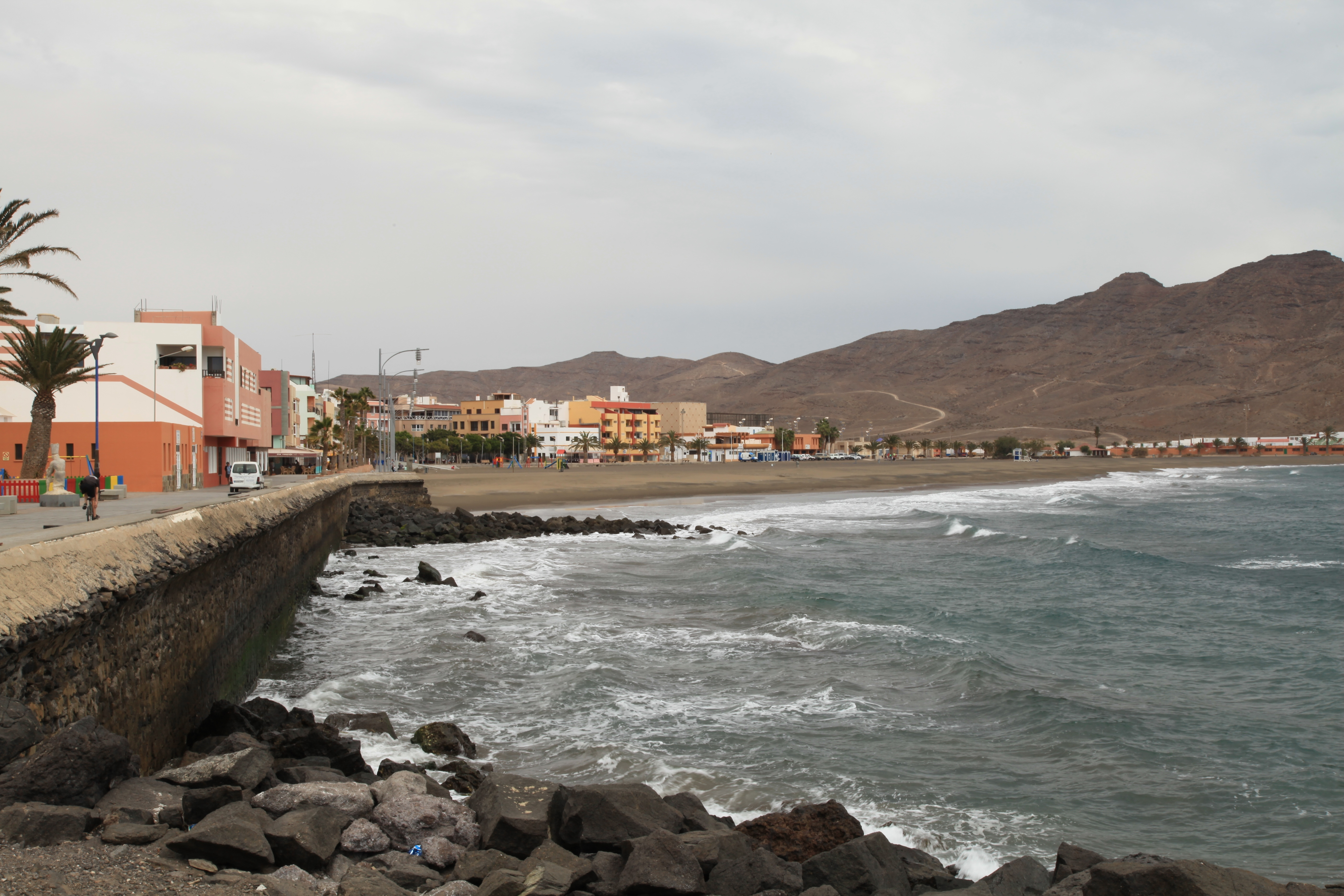
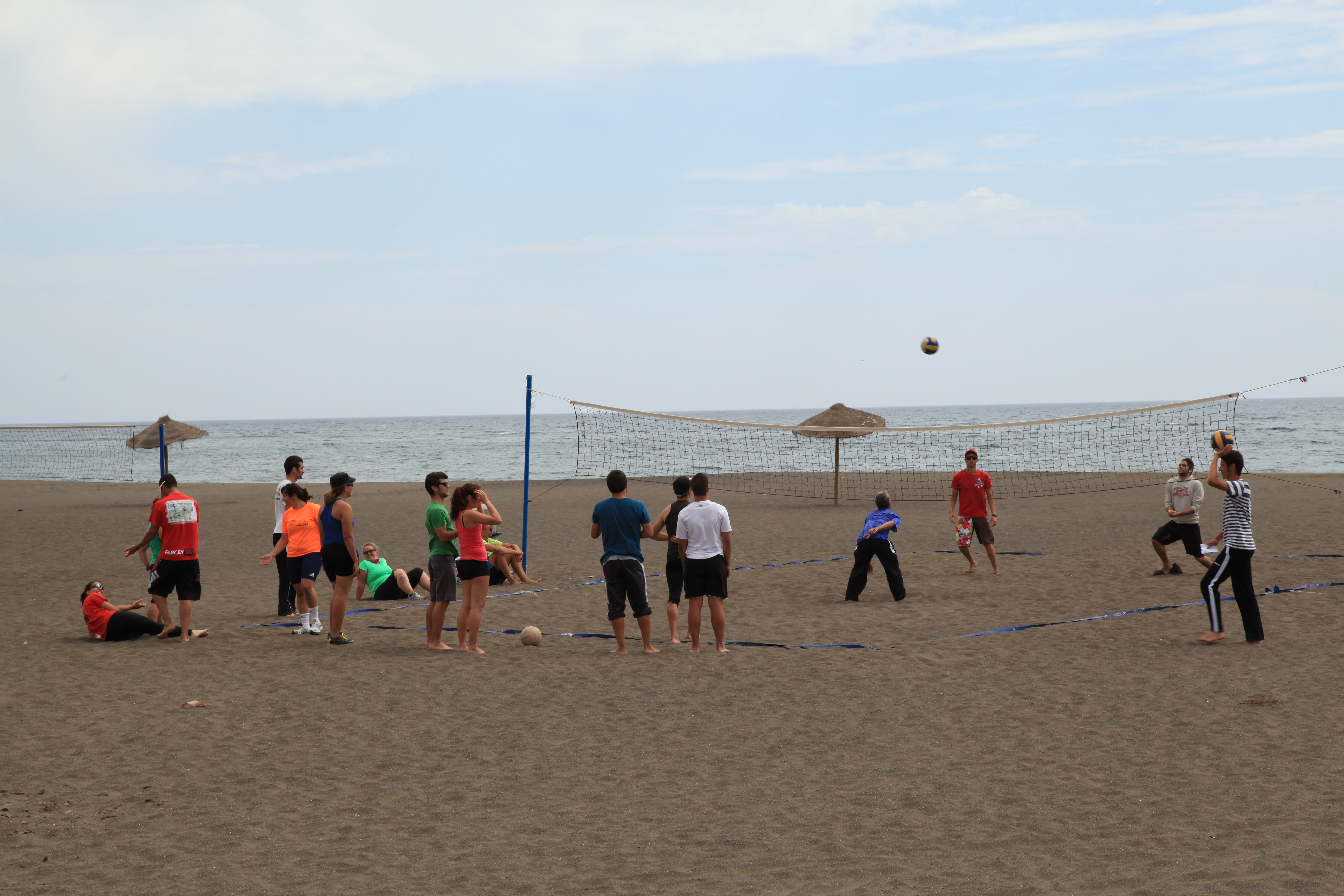
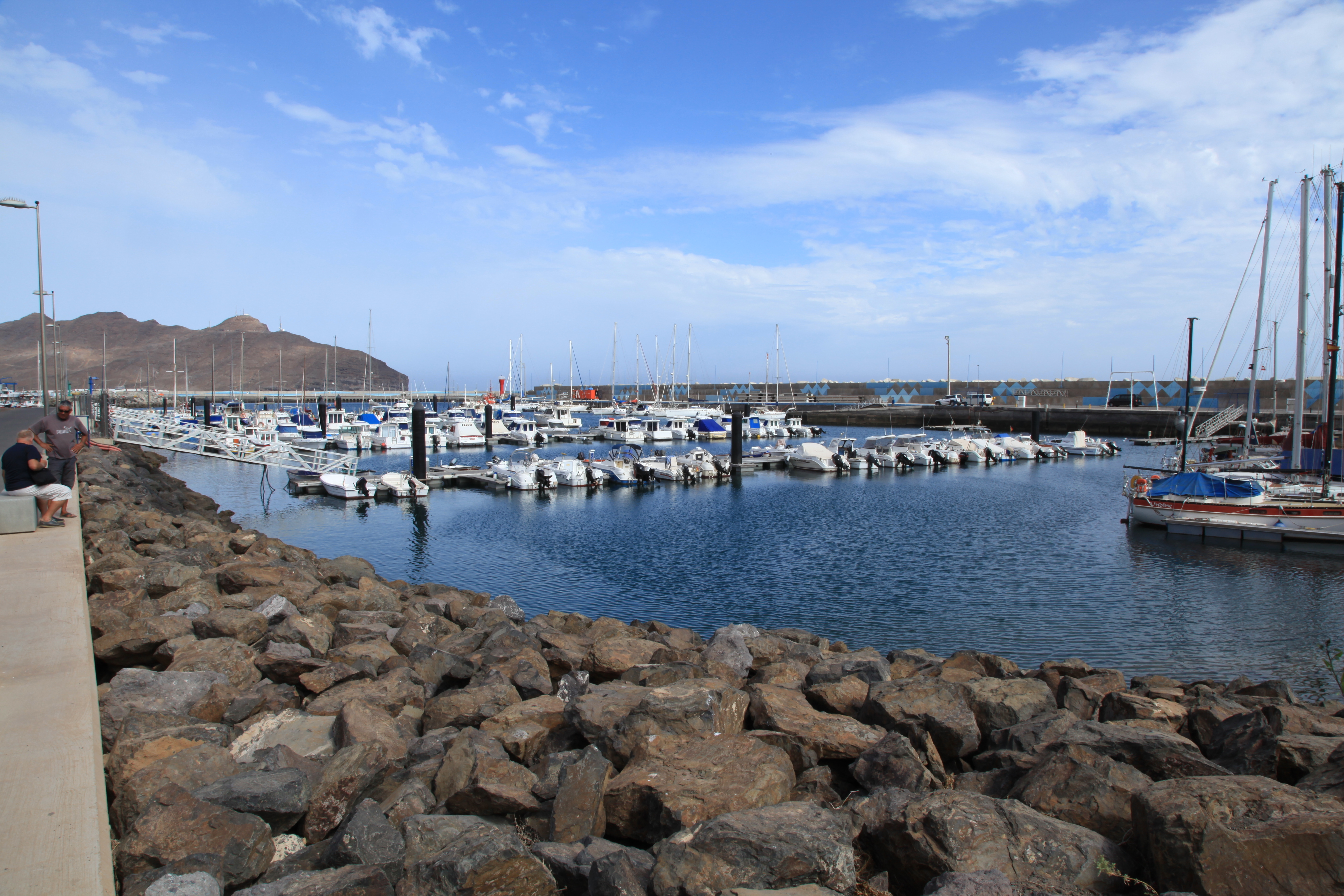